# Station Évron
Station Évron is een spoorwegstation in de Franse gemeente Évron. Het ligt op de spoorlijn Paris-Montparnasse - Brest. Het wordt bediend door treinen van het netwerk TER Pays de la Loire op de trajecten Le Mans - Rennes en Le Mans - Laval.

## Geschiedenis
In 1852 werd begonnen met de bouw van de spoorweg in het departement Mayenne. Het station van Évron werd geopend op 20 mei 1855.
Door de trein werd de reistijd naar Parijs, zes dagen met kar en paard, ingekort tot zeven uur en zeven minuten. De reis naar Laval duurde 53 minuten. Het station droeg bij tot de industriële ontwikkeling van de stad.